# Maestà (Maestro della Santa Cecilia)
La Maestà è un dipinto a tempera e oro su tavola (185x97 cm) del Maestro della Santa Cecilia, databile al 1320-1325 circa e conservato nella Galleria dell'Accademia a Firenze.

## Storia
La pala è conosciuta dal 1881, quando fu inventariata come di provenienza sconosciuta. Si trovava in deposito alla Biblioteca comunale di Pescia, dove rimase dal 1902 al 1998. L'opera è attribuita (per la prima volta da Mario Salmi, 1903) a uno stretto collaboratore di Giotto, il cosiddetto "Maestro della Santa Cecilia", autore degli ultimi tre affreschi delle Storie di san Francesco ad Assisi.

## Descrizione e stile
La scena è una Maestà, cioè una Madonna in trono col Bambino. Come tipico del Maestro c'è una forte attenzione alla spazialità, testimoniata dal monumentale trono in prospettiva intuitiva, che è decorato da intarsi lapidei in stile cosmatesco. Più imbambolata appare invece la Madonna, non emulando le vitalità e il realismo delle coeve opere di Giotto. Essa, avvolta in un pesante mantello blu scuro, tiene sulle ginocchia il Bambino vestito di una tunichetta trasparente e reggente un cartiglio con su scritto, in caratteri gotici, "IN ULNIS [UBERA?] MATRIS MANET HIC SAPIENTIA PATRIS".